# تشارلز بارنز
تشارلز بارنز (16 أكتوبر 1882 بسيدني في أستراليا - 12 أغسطس 1947) (بالإنجليزية: Charles Barnes)‏ هو لاعب كريكت أسترالي.

## وصلات خارجية
- تشارلز بارنز على موقع إي آس بي آن كريك إنفو (الإنجليزية)